# Долгов, Поликарп Семёнович
Поликарп Семёнович Долгов — советский хозяйственный, государственный и политический деятель.

## Биография
Родился в 1910 году. Член КПСС.
С 1929 года — на хозяйственной, общественной и политической работе. В 1929—1946 гг. — на комсомольской и советской работе в Туркменской ССР, заместитель председателя Исполнительного комитета Чарджоуского областного Совета, 2-й секретарь ЦК КП Туркмении, 2-й секретарь Чарджоуского областного комитета КП Туркменистана, секретарь ЦК КП Туркменистана по сельскому хозяйству.
Избирался депутатом Верховного Совета Туркменской ССР 5-го, 6-го, 7-го, 8-го и 9-го созывов.
Умер в Ашхабаде в 1989 году.